# Batkovići (Serbia)
Batkovići (cyr. Батковићи) – wieś w Serbii, w okręgu zlatiborskim, w gminie Priboj. W 2011 roku liczyła 156 mieszkańców.